# آشاغی سورا
آشاغی سورا (به لاتین: Aşağı Surra) یک منطقه مسکونی در جمهوری آذربایجان است که در شهرستان نفت‌چاله واقع شده‌است. آشاغی سورا ۴۳۳۸ نفر جمعیت دارد.